# بايجو نويان
بايجو نويان كان قائد المغول في فارس، أو إيران حاليا. عينه أوقطاي خان خلفا لجورماغون، في قيادة جيش المغول في إيران وكان سببا في توسيع قدرة المغول في هذه المنطقة، وقد ساهم بإسقاط الدولة السلجوقية الرومية.
تولى نويان زمام القيادة في عام 1241 أو 1242 ، وانتقل على الفور إلى سلطنة سلجوق الروم، مما أدى إلى إضعاف قوتها في معركة جبل كوسه في عام 1243. بعد هذه المعركة، أصبحت السلطنة دولة تابعة للإمبراطورية المغولية وأجبرت على الإفراج عن ملك ملوك جورجيا ديفيد السابع David VII Ulu. قام بتنصيب حاكمه ديفيد أولو على عرش جورجيا لمعارضة قرار الملكة روسودان ومع ذلك، كان للمغول قوات قليلة في المنطقة، وكانوا راضين بالوضع للحفاظ على خدمتهم مع قيامهم بغارات قليله. قاد بايجو جحافل المغول لسوريا في عام 1246. على الرغم من النجاحات الصغيرة التي حققها هناك، فإن محاولتيه اللاحقتين لغزو الخلافة العباسية في العراق حققت نجاحًا أقل في 1238-1246.
كانت أخته تسمى سارة اولانغويا. كانت سارة شديدة القسوة تسببت لكثير من الالم في قبيلة قايى .
في نهاية فترة الوصاية التي أعقبت وفاة أوقطاي خان ، استعيض عن باجيو نويان بالخان الجديد جيوك خان مع إيل جيكداي نويان في عام 1246 ، لكن ايل جيكداي وعائلته بأكملهم تم تطهيرهم عند انضمام مونكو خان للحكم عام 1251
في خمسينيات القرن العشرين، احتفظ المغول بسلطتهم في منطقة إيران الحديثة تقريبًا، وتسامحوا مع استقلال السلطنة وجورجيا والدول الصغيرة في إيران كعملاء، متدخلين في الخلافة الحاكمة واستخلصوا الجزية عسكريًا عند الضرورة. ومع ذلك، فإن العباسيين في بغداد والحشاشون في جبال البروز حافظوا على استقلالهم حتى مجيء هولاكو خان ، شقيق مونكو خان ، في عام 1255.
كان من المفترض أن يبتذل هولاكو خان القائد بايجو نويان لفشله في توسيع نطاق السلطة المغولية، وبالفعل، تم استبداله كقائد أعلى منذ عام 1255 ، لكنه خدم تحت قيادته باقتدار في حملات أخرى: ضد سلطنة سلجوقيان الروم (لاستخراج الجزية واستبدال السلطان) في عام 1256 ، وكذلك في الهجوم على بغداد عام 1258 ، وفي التقدم من سوريا نحو مصر عام 1259.
من غير الواضح ما حدث لبايجو بعد ذلك:
و عندما استُنفذت القوة المغولية بشدة بعد رحيل هولاكو خان في عام 1260 ، كانت القوة التي بقيت تحت قيادة كتبغا. وفقًا لما قاله راشد الدين، تم إعدام بيجو من قِبل هولاكو خان بسبب إخفاقه في إيقاف مغول الشمال أو ما يسمى بالقبيلة الذهبية الفارين من بلاد فارس إلى روسيا والمماليك. ومن ثم أُعطيت مكانته لشايرمون ابن شورماغان